# Perth (Schottland)

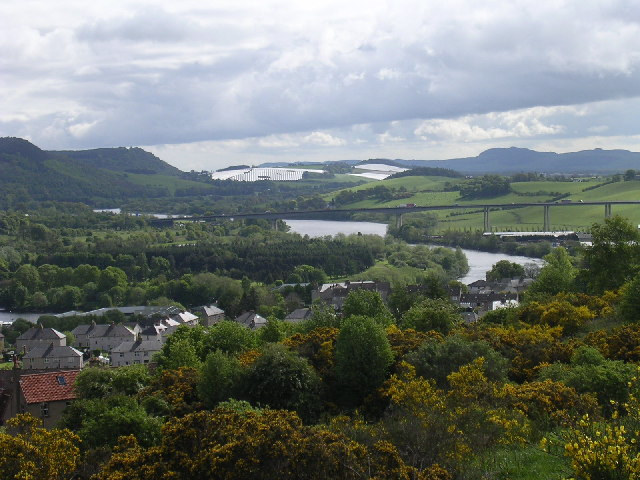
Blick vom Craigie Hill auf Moncreiffe Island und den Tay

Perth ([pɛrθ] ⓘ oder [pɜːθ]) (schottisch-gälisch Peairt) ist eine Stadt mit 46.970 Einwohnern in Schottland, Vereinigtes Königreich. Sie ist seit dem Mittelalter mit den königlichen Rechten einer freien Stadt (royal burgh) versehen und liegt am River Tay. Sie ist Verwaltungssitz der Region Perth and Kinross. Bis 1975 war sie Hauptstadt der damaligen Grafschaft Perthshire.

## Name
Der Name Perth stammt von dem piktischen Wort für Wald oder Unterholz. Im Mittelalter wurde die Stadt lange als „St. John’s Toun“ bezeichnet, nach der Kirche, die Johannes dem Täufer geweiht war. Sie befand sich in der St. John’s Street. Der Name lebt weiter im Vereinsnamen des örtlichen Fußballvereins, St. Johnstone F.C.
Der Name Perth wurde mittlerweile auch für andere Städte weltweit benutzt, die bekannteste ist Perth in Westaustralien. Sie wurde auf Wunsch des damaligen Kriegs- und Kolonialministers Sir George Murray so benannt, weil er im schottischen Perth geboren wurde.

## Geschichte
Mittelsteinzeitliche Funde in der Stadt und der Umgebung deuten darauf hin, dass vor etwa 8000 Jahren Jäger und Sammler in der Gegend lebten.
Aus der Zeit um etwa  4000 v. Chr. findet man Menhire und Steinkreise nahe der Stadt.
Im Osten der Stadt, bei Carpow, fand man einen gut erhaltenen Einbaum, der aus der Zeit um 1000 v. Chr. stammt, den Carpow-Einbaum. In Carpow wurde auch ein römisches Legionslager gefunden.

### Frühes Mittelalter
Der Name lässt auf eine piktische Siedlung schließen. Die geografischen Gegebenheiten mit einem Flussübergang und einem hochwassersicheren flachen Hügel am Westufer des Tay waren ideal für eine Ansiedlung.
Die Nähe zu Scone, dem Zentrum des Königreichs Alba seit der Herrschaft von Kenneth I. MacAlpin (843–858), das nur drei Kilometer nordöstlich liegt und zu der großen, von König Alexander I. (1107–1124) gegründeten Augustinerabtei gleichen Namens gehört, förderten die Bedeutung Perth’ zu jener Zeit. Die Stadt war aufgrund der häufigen Anwesenheit des königlichen Hofes für lange Zeit die eigentliche Hauptstadt Schottlands. In der Abtei von Scone wurde der so genannte „Stein des Schicksals“ aufbewahrt, auf dem die schottischen Könige bis zu Alexander III. inthronisiert wurden.

### 12. und 13. Jahrhundert
König David I. von Schottland (1124–1153) verlieh der Stadt im frühen 12. Jahrhundert den Titel „burgh“. Weiterhin berichten zeitgenössische Dokumente davon, dass die Stadt auch den Titel „kirk“ (Kirche) führte. Dass so viele Dokumente aus jener Zeit vorhanden sind, ist nicht zuletzt der Ankunft von dominikanischen Mönchen, den so genannten „Blackfriars“ zu verdanken, deren Kloster in Perth von König Alexander II. (1219–1249) um 1240 gegründet wurde. Im Sommer 1266 fanden in der Stadt zwischen norwegischen und schottischen Gesandten Friedensverhandlungen statt, die am 2. Juli 1266 zum Abschluss des Friedens von Perth führten.
Im 12. und 13. Jahrhundert war Perth eine der reichsten Handelsstädte des Königreichs (zusammen mit Berwick, Aberdeen und Roxburgh). Unzählige Handwerker siedelten sich in der Stadt an und schlossen sich zu Gilden (wie den „Hammermen“ (Schmiede) oder den „Glovers“ (Handschuhmacher)) zusammen. Die heutigen Straßennamen deuten noch auf die mittelalterlichen Handwerker hin, wie Skinnergate (Gerbertor) und Cutlog Vennel (Bootsbauergasse).
Die Handelsbeziehungen der Stadt erstreckten sich auch auf weite Teile des europäischen Kontinents, was durch Ausgrabungen im Stadtgebiet belegt worden ist, bei denen ausländische Luxusgüter gefunden wurden, wie spanische Seide und Töpfereien aus Frankreich. Nicht zuletzt wegen der Kirche war Wein ein Hauptimportartikel. Die wichtigsten Handelsrouten führten nach Frankreich, den Niederlanden und in die Ostsee. Die königliche Burg wurde 1290 von einem der häufigen Hochwasser des River Tay zerstört. Sie stand im Bereich des heutigen Parkhauses neben dem New Council Office.

### 14. Jahrhundert und englische Besatzung

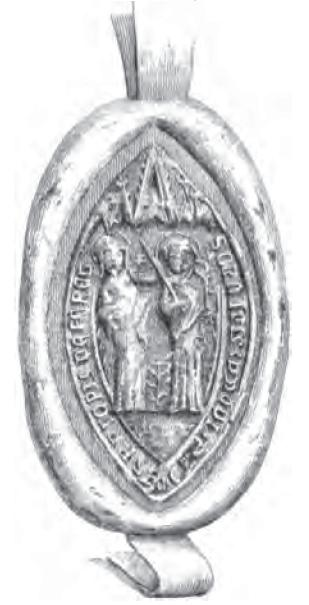
Stadtsiegel von Perth im Mittelalter

Wegen der Kriege mit England im 13. und 14. Jahrhundert sank der Wohlstand der Stadt. König Eduard I. von England marschierte im Jahre 1296 mit seiner Armee nach Perth und die Stadt, die nur durch einen Graben und eine leichte Befestigung geschützt war, fiel schnell. Die Engländer begannen sofort damit, stärkere Befestigungen anzulegen, und im Jahre 1304 wurde damit begonnen, die Stadt mit einer Mauer zu schützen. Nach längerer Belagerung eroberte Robert the Bruce die Stadt Anfang 1313 zurück und ließ die Befestigungen zerstören.
Im Jahre 1332 fiel der Thronanwärter Edward Balliol in Schottland ein, um den Thron zu besteigen. Unterstützung bekam er von König Eduard III. von England. Robert the Bruce war drei Jahre zuvor gestorben und der Regent, der für seinen minderjährigen Sohn David das Land regierte, fiel in der Schlacht von Dupplin Moor. Balliol nahm im September Perth ein und noch im gleichen Monat ließ er sich zum König krönen. Er wurde zwar bald wieder aus Schottland  vertrieben, kehrte aber schon im nächsten Jahr wieder zurück. Nach weiteren Kämpfen wurden seine Anhänger 1339 aus Perth vertrieben. Der englische König hatte die Absicht gehabt, Perth zu einem der wichtigsten englischen Stützpunkte innerhalb Schottlands zu machen. Dazu hatte er 1336 sechs Klöster in Perthshire und Fife gezwungen, Geld für eine neue steinerne Stadtbefestigung aufzubringen. Die damaligen Stadtmauern folgten etwa den heutigen Straßen Albert Close, Mill Street, South Methven Street, Charterhouse Lane und Canal Street. Schon zu damaligen Zeiten führte eine Straße entlang der inneren Mauer. Aus dieser Straße entwickelten sich die heutigen Straßen.
Ein Wasserarm, der vom Almond als künstlicher Kanal abgezweigt wurde, diente einerseits dazu, die städtische Wassermühle anzutreiben, und andererseits bildete er eine zusätzliche Verteidigungslinie außerhalb der Mauern. Es gab verschiedene Stadttore in den Mauern: das Red Brig Port (am Ende der Skinnergate), das Turret Brig Port (am Ende der High Street) das Southgait Port (am Ende der South Street) und das Spey Port (am Ende von Speygate). Vermutlich gab es früher noch ein weiteres kleineres Tor, das zur Curfew Row führte. Diese Befestigungen waren im Mittelalter die stärksten in Schottland. Sie waren zu Zeiten des Jakobitenaufstands im Jahre 1745 noch fast im Originalzustand, wurden in der zweiten Hälfte des 18. Jahrhunderts allerdings zerstört und heute ist von ihnen zumindest oberirdisch nichts mehr zu sehen. Der letzte Turm, der Monk’s Tower an der Ecke Tay Street und Canal Street, wurde etwa 1810 zerstört.

### Spätes 14. und 15. Jahrhundert

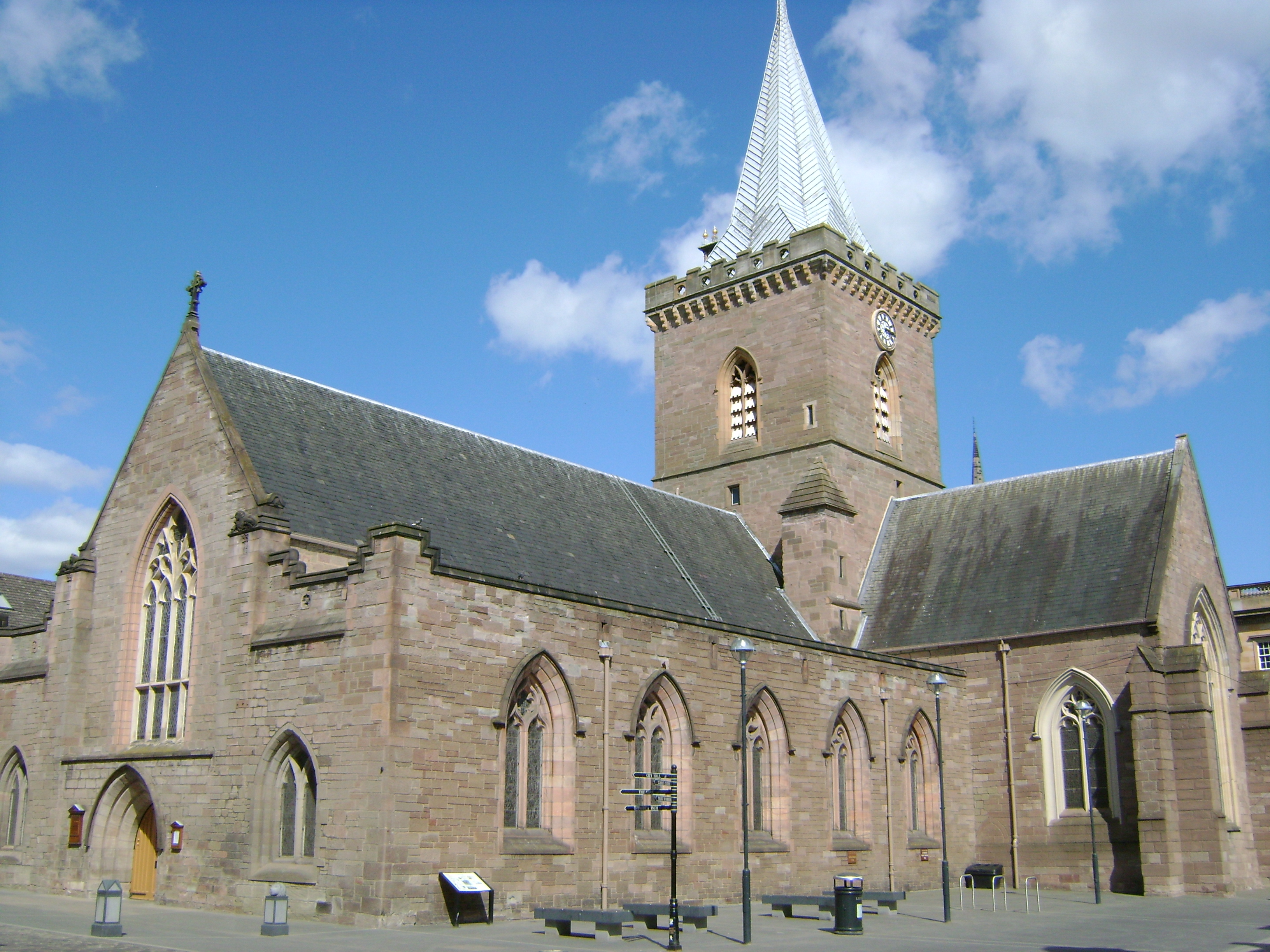
St John’s Kirk, Perth

Während des Mittelalters hatte Perth nur eine Kirche, die Burgh Kirk von St John the Baptist. Da diese Kirche das Stadtbild dominierte, wurde die Stadt in alten Dokumenten auch immer wieder „St. John’s Toun of Perth“ (mit Abwandlungen) genannt.
Der Bau der heutigen Kirche begann auf den alten Grundmauern im 15. Jahrhundert. Nach verschiedenen Änderungen bestimmt heute ihr bleiverkleideter Turm das Stadtbild. Das noch im Mittelalter vorhandene südliche Portal und die Sakristei, sowie das nördliche Querschiff wurden im 19. Jahrhundert abgerissen, um die Straße zu verbreitern. Das Gebäude wurde nach der Reformation in drei Abteilungen aufgeteilt, die East-, West- und Middlekirk, was durch eingezogenen Mauern noch unterstützt wurde.
Erst in den 1920er Jahren wurde das mittelalterliche Aussehen der Kirche von Sir Robert Lorimer wiederhergestellt, der aus dem Gebäude ein Kriegerdenkmal für die gefallenen Soldaten des Ersten Weltkriegs aus Perthshire machte.
Trotz der Zerstörungen während der Reformation besitzt die Kirche immer noch die größte Sammlung mittelalterlicher Glocken, die noch an ihrem ursprünglichen Ort hängen, in Großbritannien. Ein weiter seltener Schatz ist ein Messingkerzenleuchter aus dem 15. Jahrhundert, der aus den Niederlanden stammt und eine kleine Statue der Jungfrau Maria umschließt. Es ist sogar der einzige Leuchter seiner Art, der in Schottland erhalten geblieben ist. Die Sammlung von Kirchengegenständen aus der Zeit nach der Reformation ist heute im Perth Museum zu besichtigen.
Im mittelalterlichen Perth gab es viele kirchliche Gebäude, wie das Haus der Dominikaner (Blackfriars), der Franziskaner (Greyfriars) und das einzige schottische Kartäuserkloster. Westlich der Stadt, an der Kreuzung von Jeanfield Road und Riggs Road bei Tullilum gab es noch das Karmeliterhaus (Whitefriars). Dort stand ebenfalls das Herrenhaus der Bischöfe von Dunkeld. Die Bischöfe besaßen auch ein Haus innerhalb der Stadtmauern an der Ecke South Street und Watergate.
Andere kirchliche Gebäude waren die kirchlichen Krankenhäuser (mit den dazugehörigen Kapellen) St. Anne, St. Paul, St. Catherine und, etwas südlich außerhalb der Stadt, St. Mary Magdalene. Es gab auch drei Kapellen: St. Mary’s, St. Laurence’s und Our Lady of Loretto.
Keines dieser Gebäude ist heute noch erhalten. Teile der Dominikaner- und Karmeliterklöster sind allerdings Gegenstand von archäologischen Grabungen gewesen, genauso wie ein Teil des Friedhofs der St.-Laurence-Kapelle. Im Mittelalter gehörte Perth zur Diözese von St Andrews.
1396 war Perth Schauplatz eines seltsamen Ereignisses. Im Norden Inch, einer Wiese vor der Stadt, fand die „Schlacht der Clans“ statt. Jeweils 30 Personen des Chattan Clans und des Cameron Clans traten in einem Kampf gegeneinander an, um eine lang andauernde Fehde zwischen den Highlandclans zu beenden. Dieser „Wettkampf“ fand unter den Augen von König Robert III. (1390–1406) und seinem Hofstaat statt, der dem Spektakel vom Gilten Arboretum, einem Garten der Dominikaner aus verfolgte.
Obwohl die Berichte unterschiedlich sind, wird der Chattan Clan als Sieger angesehen, nachdem der Letzte ihrer Gegner sich in Sicherheit gebracht hatte, indem er über den Tay floh. Dieser Kampf wird in Sir Walter Scotts Roman „Das schöne Mädchen von Perth“ beschrieben.
Im Haus der Dominikaner war im Jahre 1437 auch König Jakob I. von Schottland zu Gast, als rebellierende Adlige sich nachts gewaltsam Zugang zum Haus verschafften. Das Haus lag außerhalb der Stadtmauern und war nur durch einen kleinen Graben gesichert, so dass einer von ihnen, Robert Graham, keine Schwierigkeiten hatte, den König zu erstechen. Die Königin Joan Beaufort und ihre Kinder flüchteten nach Edinburgh. Möglicherweise trug dieses Ereignis dazu bei, dass die zukünftigen Könige nicht mehr von Perth aus regierten, sondern in den 1450er Jahren Edinburgh als ihren Sitz wählten. Jakob I. wurde im Kartäuserkloster von Perth bestattet, dem Kloster, das er im Jahre 1429 gegründet hatte. Auch die schottischen Königinnen Joan Beaufort und Margaret Tudor fanden hier ihre letzte Ruhe.

### 16. Jahrhundert

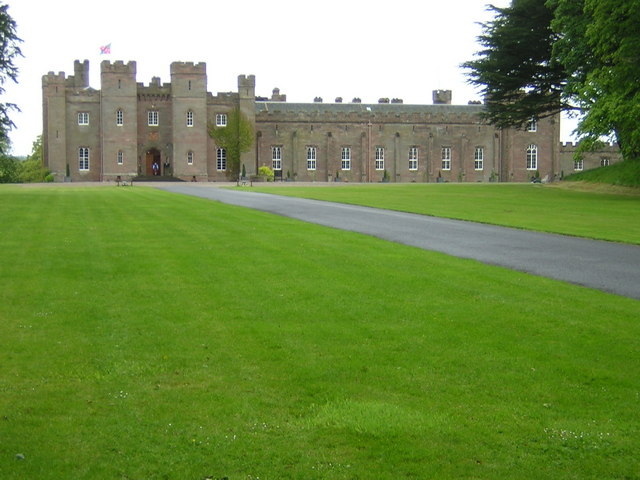
Scone Palace, Perth

Während England von politischen und religiösen Unruhen in der Mitte des 16. Jahrhunderts ergriffen war, begann John Knox die schottische Reformation an der Basis. Seine Predigt in der Kirche St. John the Baptist, in der er 1559 die Götzenanbetung verurteilte, führte dazu, dass der aufgewiegelte Mob den Altar der Kirche zerstörte und danach die Häuser der Dominikaner, Franziskaner und Kartäuser angriff. Die Abtei von Scone wurde kurz danach geplündert. Marie de Guise, die Regentin und Mutter der jugendlichen Königin Mary, konnte die Aufstände erfolgreich bekämpfen, dennoch blieb der Presbyterianismus in Perth stark vertreten.

### 17. und 18. Jahrhundert
König Karl II. von England wurde 1651 in Scone gekrönt. Doch schon ein Jahr später erschienen Oliver Cromwells Parlamentstruppen in Perth, die gerade im Englischen Bürgerkrieg siegreich gewesen waren. Cromwell errichtete 1652 eine befestigte Zitadelle im South Inch (ein großer Park im Süden der Stadt), eine von fünf Zitadellen, die er in Schottland errichten ließ, um das Land einzuschüchtern und ruhig zu halten.
Das Hospital, die Brücke und mehrere Dutzend Häuser in Perth wurden zerstört, um Baumaterial für die Festung zu bekommen. Sogar Grabsteine vom Franziskanerfriedhof wurden dazu benutzt. Es wurde im Jahr 1661 fertiggestellt, kurz nach Cromwells Tod, und wurde fast sofort wieder abgebrochen.
Der Graben, der ursprünglich mit Wasser aus dem Tay gefüllt war, war im späten 18. Jahrhundert noch zu erkennen, heute allerdings nicht mehr.
Die Wiedereinsetzung von Karl II. als König verlief auch nicht ruhig und es kam zu Jakobitenaufständen, die von Perth unterstützt wurden. Insgesamt dreimal wurde Perth von ihnen besetzt, 1689, 1715 und 1745.

### Spätes 18. Jahrhundert bis zur Gegenwart
Im Jahre 1760 wurde die Hochschule von Perth gegründet und bedeutende Industrie siedelte sich in der Stadt an, die mittlerweile 15.000 Einwohner hatte. Leinen, Leder, gebleichte Produkte und Whisky wurden zu Hauptexportartikeln. 1804 erhielt Thomas Dick eine Einladung der Stadt, als Lehrer an der Secession-Schule in Methven zu arbeiten. Er stimmte zu und blieb zehn Jahre dort. Während seiner Zeit steigerte er das Ansehen der Schule durch Förderung der wissenschaftlichen Ausbildung, Gründung einer öffentlichen Bibliothek und insbesondere durch die Einrichtung eines Instituts für das Handwerk.
Unter dem Namen „Literarische und philosophische Gesellschaften, geeignet für die mittelmäßigen und unteren Schichten der Gesellschaft“, wollte er auch unterprivilegierten Schichten  den Zugang zur Bildung ermöglichen. In fünf Artikeln des „Monthly Magazins“ forderte er 1814 den Ausbau derartiger Einrichtungen.
Das königliche Krankenhaus in Perth wurde 1814 gebaut. Trotzdem blieben die Verhältnisse in der Stadt unhygienisch, so dass es nicht verwunderte, das die Stadt 1830 von einer Choleraepidemie heimgesucht wurde. Wasserleitungen und die Gasversorgung wurden in den 1820er Jahren gebaut und die erste Elektrizitätsleitung wurde 1901 gespannt.
Obwohl Perth Garnisonsstadt war und entscheidende soziale und industrielle Veränderungen durch den Ersten Weltkrieg eintraten, blieb das Leben in Perth relativ unverändert, wie es Dr. Bill Harding in seiner Untersuchung,  „… und der Tay fließt weiter: Perth und der Erste Weltkrieg“ im Jahre 2000 feststellte.
Aufgrund seiner Lage war Perth ideal gelegen, um ein Verkehrsknotenpunkt bei Einführung der Eisenbahn zu werden. Der erste Bahnhof wurde 1848 gebaut. In den 1890er Jahren wurden Waggons modern, die von Pferden gezogen wurden. Sie wurden jedoch bald von elektrischen Straßenbahnen abgelöst.

## Verkehr

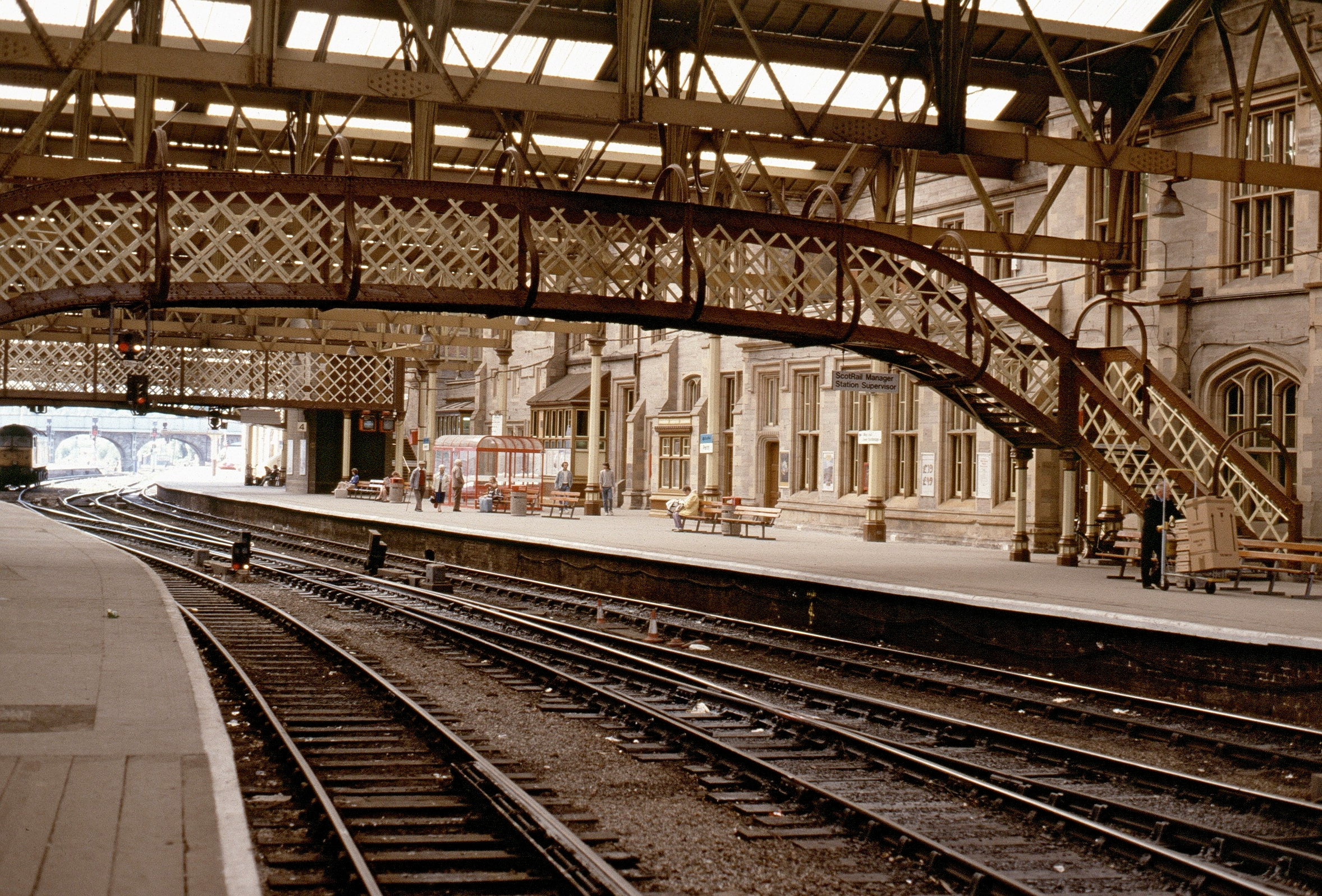
Gleisseite des Stationsgebäudes und Bahnhofshalle

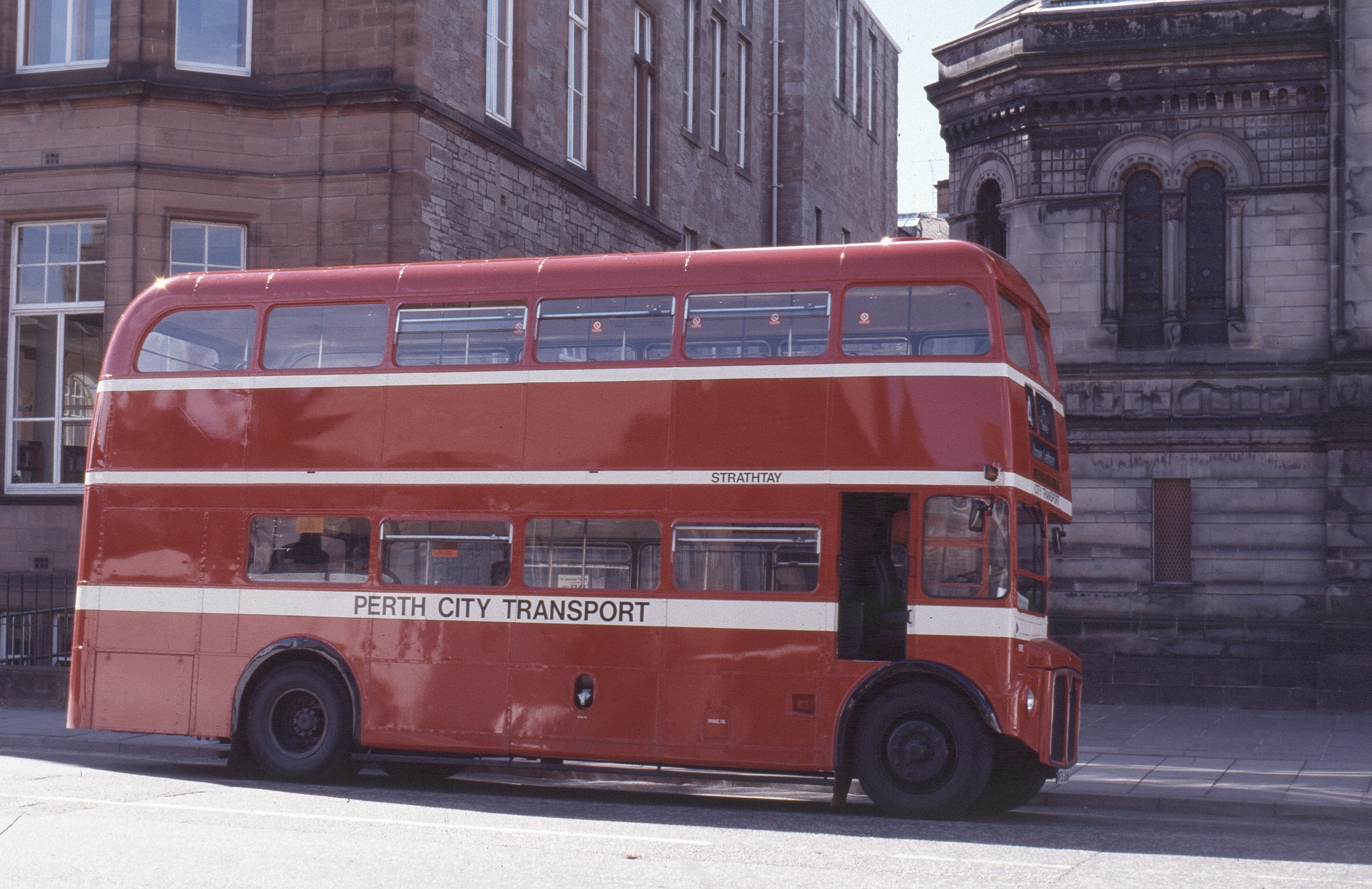
Routemaster–Doppelstockbus des Stadtverkehrs, 1989

### Straßenverkehr
Perth ist auch heute ein Drehkreuz für Auto- und Zugreisende in Schottland. Die Autobahn M90 führt vom Südende der Stadt zur A9 und verbindet sie mit Stirling und Glasgow im Südwesten und Inverness im Norden. Andere Hauptverkehrsstraßen sind die A85 nach Crieff und Crianlarich, die A93 nach Blairgowrie and Rattray, die A94 nach Coupar Angus und Forfar und die A90 nach Dundee und Aberdeen. Die M90 führt im Süden und Osten an der Stadt vorbei, die M9 im Westen. Die Autobahnen treffen zusammen mit der A93 an der Broxden Junction zusammen, das eines der meist befahrenen Autobahnkreuze Schottlands ist.

### Eisenbahn
Von Perth aus gibt es regelmäßige Bahnverbindungen nach Fife, Edinburgh und Waverley über die Forth Brücke, sowie ostwärts nach Dundee und Aberdeen und südlich zum Queen Street Bahnhof Glasgow. Zweimal am Tag fahren Züge nach London, einer wird von der NXEC betrieben und kommt im Bahnhof King’s Cross an, während der Caledonian Sleeper am Morgen in Euston ankommt.
Der Bahnhof hat nur noch sieben Bahnsteige. In früheren Zeiten gab es weitere, auf denen die lokalen Linien ankamen, die durch Perthshire fuhren. Der Bahnhof liegt an der Glasgow Road.

### Busverkehr
In Perth gibt es viele Busse. Die örtlichen Busse werden von der „Stagecoach Group“ betrieben. Überlandbusse starten an der Haltestelle Leonhard Street und verbinden die meisten wichtigen Ziele in Schottland mit der Stadt.
Zusätzlich gibt es noch einen Park-and-Ride Service von der Autobahnanschlussstelle Broxden ins Zentrum der Stadt.

### Flugverkehr
Perth hat einen kleinen Flughafen in New Scone, etwa 7 km nordöstlich von Perth. Dort werden keine kommerziellen Flüge durchgeführt, sondern nur Privatflugzeuge und Flugschulen benutzen ihn. Die nächsten Großflughäfen sind in Edinburgh und Aberdeen. Vom nur 20 Minuten entfernten Flughafen Dundee starten allerdings Flüge zum London City Airport, nach Belfast und Birmingham.

### Brücken

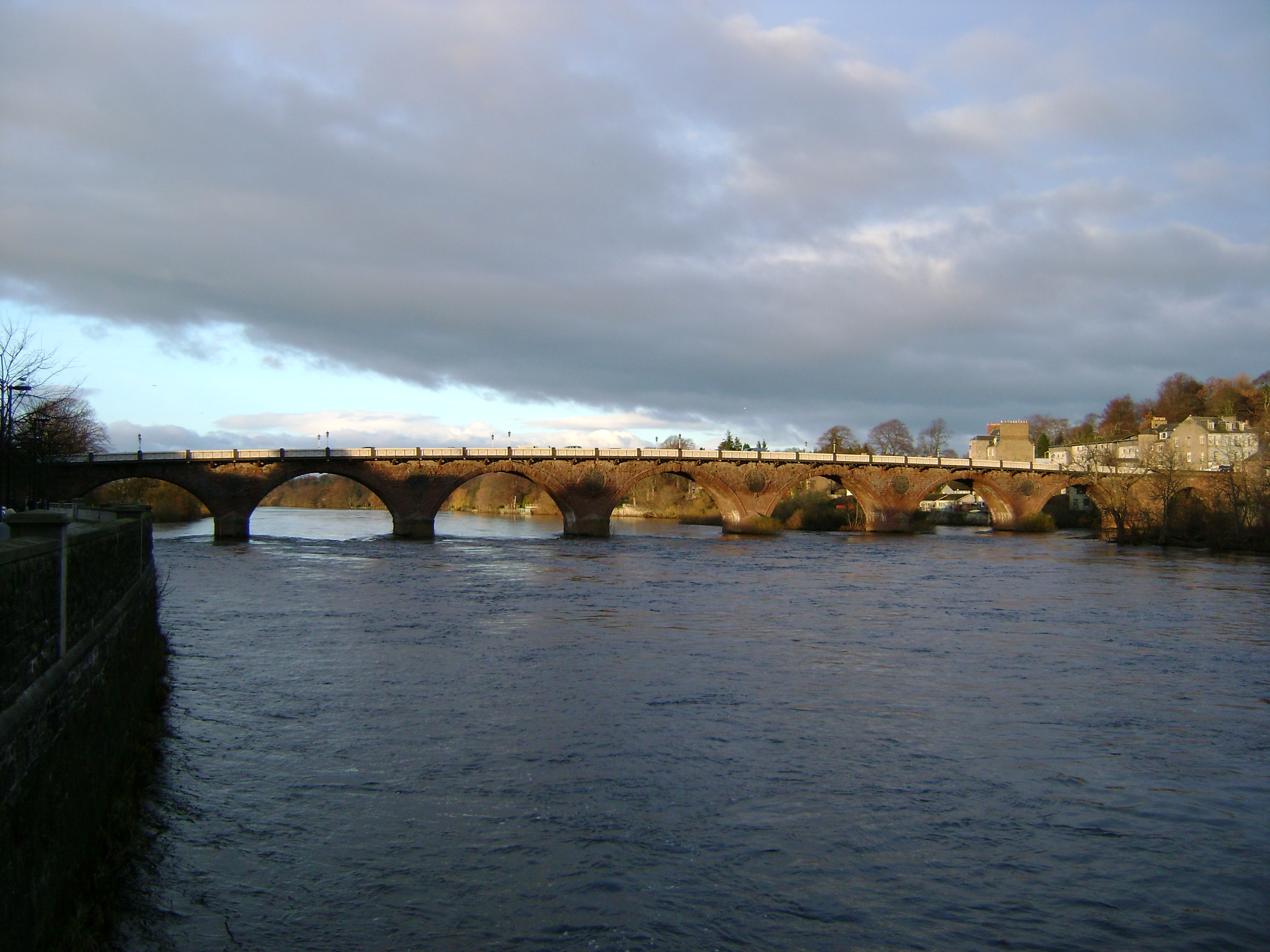
Perth Bridge (2009)

Es gibt vier Brücken in Perth, die über den River Tay führen. Die nördlichste ist Smeaton’s Bridge (auch unter dem Namen Perth Bridge bekannt), die im Jahre 1771 gebaut wurde. Etwa 500 m flussabwärts liegt die Queen’s Bridge aus dem Jahr 1960, die die alte Victoria Bridge ersetzte. Die dritte Brücke liegt im Zentrum von Perth und ist eine Eisenbahnbrücke. Sie wurde 1863 erbaut. Schließlich gibt es noch die Friarton Bridge, die südlichste Möglichkeit den River Tay zu überqueren. Sie ist Teil der Autobahn M90.
Es wird überlegt, weiter flussaufwärts eine Fußgängerbrücke zu bauen.

## Politik

### Verwaltungsstruktur
Perth gehört zum Perth und Kinross Gemeindewahlkreis und zur Wahlregion Mid Scotland und Fife für die schottischen Parlamentswahlen. Für die Wahlen zum britischen Parlament gehört es zum Wahlkreis Perth und North Perthshire.

### Städtepartnerschaften
Perth unterhält Partnerschaften zur deutschen Stadt Aschaffenburg (seit 1956), zu Bydgoszcz in Polen, Haikou in China, Perth in der kanadischen Provinz Ontario (seit 2000), Pskow in Russland sowie Cognac in Frankreich.

## Wirtschaft
Trotz des Niedergangs der Whiskybrennereien, die seit langem verkauft und geschlossen worden sind (obwohl der Stadtname immer noch auf den Etiketten erscheint), blieb Perth ein Wirtschaftszentrum. Hightechfirmen haben sich angesiedelt, ebenso wie Versicherungen und Banken. Die größten Arbeitgeber sind Norwich Union, die Bank of Scotland und das Scottish and Southern Energieunternehmen.
Einzelhandel findet hauptsächlich im Stadtzentrum statt. Dort gibt es das St. John’s Einkaufszentrum. In der Hauptgeschäftsstraße der High Street sind alle namhaften britischen Kaufhäuser vertreten. Trotzdem hat das Stadtzentrum seinen historischen Charakter nicht verloren, nicht zuletzt durch die Reste der Stadtmauer, der Kathedrale und der neu restaurierten Markthalle.

## Sport
Der St. Johnstone F.C. ist der Profifußballverein der Stadt. Er spielt im McDiarmid Park Stadion an der Crieff Road im Westen der Stadt. Bis 1990 spielte der Verein im Muirton Park Stadion, das aber einer Supermarktkette weichen musste und der erste McDonalds Imbiss in Perth errichtet werden konnte. Es gibt zwei weitere unterklassige Fußballvereine in Perth, den Jeanfield Swifts F.C. und den Kinnoull F.C.
Ein großer Sportkomplex ist das Bell’s Sport Centre, nordwestlich des Stadtzentrums. Bevor der Greenwich Dome in London gebaut wurde, war es der größte Kuppelbau in Großbritannien.
In Perth findet jedes Jahr im Mai das größte Volleyballturnier Schottlands – das Scottish Open Volleyball Tournament – statt. Während der Veranstaltung gibt es um das Sportzentrum ein großes Zeltlager, in dem die Mannschaften übernachten. Die Generalversammlung des schottischen Volleyballverbands findet traditionsgemäß während des Turniers statt.
Der westlich des Bahnhofs gelegene Perth Leisure Pool ist das Schwimmzentrum der Stadt. Der Komplex ersetzte in den 1980er Jahren das aus dem Jahr 1887 stammende Schwimmbad.
Der Perthshire RFC ist der Rugbyverein der Stadt, der in der dritten Premiership Division spielt und seine Spiele direkt neben dem Bell’s Sport Centre austrägt.
Eine Pferderennbahn befindet sich etwa fünf Kilometer vom Zentrum entfernt auf dem Gelände des Scone Palastes. Hier werden außer regelmäßigen Pferderennen auch andere Freiluftveranstaltungen durchgeführt.
Das Dewar’s Centre beherbergt neben einer Eisschnelllaufbahn auch Anlagen für Curling.

## Medien
Die einzige Zeitung in Perth ist der Perthshire Advertiser, der zwar seine Redaktion in Perth hat, aber in Blantyre gedruckt wird.
Es gibt kein lokales Radio in Perth, lediglich ein Krankenhausradio für die beiden Krankenhäuser Royal Infirmary und Murray Royal Hospital. 1996, 1997, 1999 und 2007 wurde es zum besten Krankenhausradio des Landes gewählt.

## Netzwerk Cittaslow
Im März 2007 schloss sich Perth dem Cittàslow-Netzwerk an. Hauptziele sind die Verbesserung der Lebensqualität in Städten und das Verhindern der Vereinheitlichung und Amerikanisierung von Städten, in denen Franchise-Unternehmen dominieren. Die Unterstützung und Betonung von kultureller Unterschiedlichkeit und den eigenen und speziellen Werten der Stadt und ihres Umlandes sind ebenfalls zentrale Cittàslow-Ziele.

## Kunst und Musik
Das Perth Museum and Art Gallery ist eines der ältesten Heimatmuseen in Schottland. Es liegt am Ende der George Street in der Nähe des Tay.
Im Perth Water Works Building ist die Fergusson Gallery untergebracht, die den Großteil der Arbeiten des Malers John Duncan Fergusson ausstellt.
Die New-Wave-Band Fiction Factory aus Perth wurde 1984 mit dem Hit „(Feels like) Heaven“ bekannt.
Ein Festival mit Kunst-, Theater-, Opern- und Klassikveranstaltungen findet jährlich im Mai statt. Es dauert mehrere Wochen und hat sein Repertoire kürzlich auf Rock-, Pop- und Comedy-Veranstaltungen erweitert.
Im September 2005 wurde die Horsecross-Konzerthalle mit 1600 Plätzen eröffnet. Sie wurde auf dem Gelände des Horsecross-Markts gebaut. Die Halle kostete 20 Millionen Pfund und wurde hauptsächlich aus dem Budget für die Millenniumsfeiern finanziert.
Das Theater von Perth ist mehr als 100 Jahre alt und liegt an der Fußgängerzone der High Street.
Von den früher zahlreichen Kinos in der Stadt ist heute nur noch eines übrig, das Playhouse. Die anderen wurden geschlossen oder anderer Nutzung zugeführt, wie zum Beispiel Bingohallen.
Die Band Pirate-Metal-Band Alestorm kommt aus Perth.

## Parks
Der North Inch und der South Inch sind die beiden zentralen Parks in Perth. Sie wurden der Stadt im Jahre 1377 von König Robert III. von Schottland geschenkt.
Der North Inch schließt sich direkt nördlich an das Zentrum an. Er wird im Osten durch den Tay begrenzt. Ein Trimm-Dich Pfad führt um den gesamten Park herum. Im Norden befindet sich ein Golfplatz.
Direkt am anderen Ende des Zentrums befindet sich der South Inch Park. Ein Weg verbindet die beiden Parks, der direkt am Ufer des Tay entlangführt. Im South Inch gibt es viele Freizeitaktivitäten, wie Bowling, einen Abenteuerspielplatz, eine Skaterbahn und im Sommer eine Hüpfburg.
Branklyn Garden am Ostufer des Tay gehört dem National Trust for Scotland und ist ein privater Garten, der hauptsächlich Pflanzen und Gegenstände aus China, Tibet, Bhutan und dem Himalaja präsentiert. Mittelpunkt des Gartens ist ein Beet mit blauem Mohnblumen aus dem Himalaja.
Der Norie-Miller Riverside Walk liegt zwischen der Perth Bridge und der Queens Bridge und wird auch oft als „Middle Inch“ bezeichnet. Es handelt sich dabei um eine Skulpturenpfad, der in der Nähe des Branklyn Garden endet.
Die Bell’s Cherrybank Gardens werden von der Whiskeymarke Bell’s gesponsert und beherbergen Europas größte Sammlung von Heidepflanzen, die unter dem Namen „Bell’s National Heather Collection“ bekannt ist.

## Tourismus
Die Stadt hat eine Vielzahl von bekannten architektonischen und historischen Sehenswürdigkeiten zu bieten, insbesondere der Scone Palast und die Kirche von St. John.
In Balhousie Castle befindet sich das Militärmuseum des Black-Watch-Regiments. Das Schloss selbst, das noch von der Familie Eviot bewohnt wird, wurde im 19. Jahrhundert stark verändert und vergrößert und hat nur noch wenig seines ursprünglichen Aussehens.
Von den bewaldeten Hügeln Kinnoul Hill und dem Craigie Hill hat man einen guten Ausblick auf die Stadt und sie bieten gute Wandermöglichkeiten.
Etwas außerhalb der Stadt findet man zwei Schlösser, die vom Verein Historic Scotland unterhalten werden, Huntingtower Castle und Elcho Castle. Huntingtower Castle war früher Sitz des Earls of Gowrie, Elcho Castle wurde früher von der Familie Wemyss bewohnt. Beide Schlösser sind gute Beispiele für schottische spätmittelalterliche Burgenbauweise und beliebte Hochzeitsorte.

## Söhne und Töchter der Stadt
- William von Perth († 1201), Lokalheiliger in Rochester, weitgehend legendarischer Märtyrer
- Margarethe von Schottland (1424–1445), Kronprinzessin Frankreichs
- Colin Robertson (1783–1842), Fellhändler und Politiker in Kanada
- Thomas Brown (1785–1862), Naturforscher (Ornithologe und Malakologe)
- David Octavius Hill (1802–1870), Maler, Lithograf und Fotograf
- John Wood (1812–1871), Marineoffizier, Forschungsreisender, Geodät und Kartograph
- Robert Groves Sandeman (1835–1892), Offizier und Administrator in Belutschistan (1871–1892)
- John Buchan, 1. Baron Tweedsmuir (1875–1940), Schriftsteller, Journalist, Publizist und Politiker
- Neil Cameron (1920–1985), Luftmarschall
- Jean Valentine (1924–2019), Kryptoanalytikerin
- David Edward (* 1934), Jurist
- Bill Napier (* 1940), Asteroidenforscher
- Alan Gorrie (* 1946), Soulmusiker
- Don Halliday (* 1947), Sprinter
- Michael Fallon (* 1952), Politiker
- Jim Blyth (* 1955), Fußballtorhüter
- Gordon Muirhead (* 1955), Curler
- Edith Loudon (* 1964), Curlerin
- Peter Smith (* 1964), Curler
- Fiona Bayne (* 1966), Curlerin
- Peter Loudon (* 1966), Curler
- Sheila Ritchie (* 1967), Politikerin
- Ewan McGregor (* 1971), Schauspieler
- Warwick Smith (* 1971), Curler
- Nick Peterson (* 1973), Sänger und Komponist
- Michelle Duncan (* 1978), Schauspielerin
- Lynn Cameron (* 1979), Curlerin
- Gemma Fay (* 1981), Fußballspielerin
- Glen Muirhead (* 1989), Curler
- Eve Muirhead (* 1990), Curlerin
- Joanna Vanderham (* 1990), Schauspielerin
- David Wotherspoon (* 1990), Fußballspieler
- Stevie May (* 1992), Fußballspieler
- Lana Clelland (* 1993), Fußballspielerin
- Lisa Evans (* 1992), Fußballspielerin
- Charlie Guest (* 1993), Skirennläuferin
- Cameron Smith (* 1993), Curler
- Scott Smith (* 1995), Fußballspieler
- Zander Fagerson (* 1996), Rugby-Union-Spieler
- Rory Stewart (* 1996), Squashspieler
- Jamie Robson (* 1997), Fußballspieler
- Matt Fagerson (* 1998), Rugby-Union-Spieler
- Louis Appéré (* 1999), Fußballspieler
- Matthew Henvey (* 2000), Fußballspieler
- Luke Graham (* 2004), Fußballspieler